# Xã Belle Creek, Quận Goodhue, Minnesota
Xã Belle Creek (tiếng Anh: Belle Creek Township) là một xã thuộc quận Goodhue, tiểu bang Minnesota, Hoa Kỳ. Năm 2010, dân số của xã này là 501 người.